# Landkreis Esslingen
Landkreis Esslingen er en Landkreis i den tyske delstat Baden-Württemberg. Den hører til Region Stuttgart i Regierungsbezirk Stuttgart. Landkreis Esslingen grænser mod nord til Rems-Murr-Kreis, mod øst til Landkreis Göppingen, mod syd til Landkreis Reutlingen, mod vest til Landkreis Böblingen og i nordvest til Stadtkreis Stuttgart.

## Geografi
Landkreis Esslingen er delt i to dele af floden Neckar, der kommer ind i området i den sydvestlige del. Den vestlige del består hovedsageligt af det næsten 500 m høje plateau ved navn Filder, den østlige del har udløbere af Schwäbischen Alb og af Schurwald (del af det schwäbisk-frankiske bjergland). Ved Plochingen munder floden Fils ud i Neckar, der ved Esslingen-Mettingen forlader landkreisen mod Stuttgart. Neckars ligger ved Mettingen 229 moh. og er det laveste punkt, mens det højeste punkt er 830 moh. i Brucker Hölzle ved Bissingen-Ochsenwang.
Der er omkring 185 byer landsbyer og bebyggelser i Landkreises Esslingen.
Flughafen Stuttgart ligger ved den østlige ende af byområdet Leinfelden-Echterdingen. Start- og landingsbaner ligger ved Filderstadt-Bernhausen.

## Byer og kommuner
Kreisen havde 533859 indbyggere pr. 2018-12-31

| Verwaltungsgemeinschafte og kommunesamarbejder 1. Byen Kirchheim unter Teck med kommunerne Dettingen unter Teck og Notzingen 2. Lenningen ; Medlemskommuner: Lenningen og Erkenbrechtsweiler sowie Stadt Owen 3. Neckartenzlingen; Medlemskommuner: Altdorf bei Nürtingen, Altenriet, Bempflingen, Neckartailfingen, Neckartenzlingen og Schlaitdorf 4. Neuffen med kommunerne Beuren og Kohlberg 5. Nürtingen med kommunerne Frickenhausen, Großbettlingen, Oberboihingen, Unterensingen og Wolfschlugen 6. Plochingen; Medlemskommuner: Byen Plochingen og Gemeinden Altbach og Deizisau 7. Reichenbach an der Fils; Medlemskommuner: Baltmannsweiler, Hochdorf bei Plochingen, Lichtenwald og Reichenbach an der Fils 8. Byen Weilheim an der Teck med kommunerne Bissingen an der Teck, Holzmaden, Neidlingen og Ohmden 9. Wendlingen am Neckar ; Medlemskommuner: Byen Wendlingen am Neckar og Gemeinde Köngen |

| By                          | Våben | Areal km² | indbyggere pr. 2018-12-31 | Moh. |
| --------------------------- | ----- | --------- | ------------------------- | ---- |
| Aichtal                     |       | 23,64     | 9.901                     | 311  |
| Esslingen am Neckar, by     |       | 46,43     | 93.542                    | 241  |
| Filderstadt, by             |       | 38,54     | 45.813                    | 388  |
| Kirchheim unter Teck, by    |       | 40,47     | 40.523                    | 350  |
| Leinfelden-Echterdingen, by |       | 29,90     | 40.092                    | 432  |
| Neuffen                     |       | 17,45     | 6.299                     | 408  |
| Nürtingen, by               |       | 46,90     | 41.093                    | 291  |
| Ostfildern, by              |       | 22,81     | 39.321                    | 312  |
| Owen                        |       | 9,70      | 3.392                     | 391  |
| Plochingen                  |       | 10,65     | 14.433                    | 276  |
| Weilheim an der Teck        |       | 26,51     | 10.275                    | 385  |
| Wendlingen                  |       | 12,15     | 16.268                    | 294  |
| Wernau (Neckar)             |       | 10,90     | 12.324                    | 255  |

| By                        | Våben | Areal km² | indbyggere pr. 2018-12-31 | Moh. |
| ------------------------- | ----- | --------- | ------------------------- | ---- |
| Aichwald                  |       | 14,68     | 7.559                     | 450  |
| Altbach                   |       | 3,35      | 5.967                     | 247  |
| Altdorf                   |       | 3,25      | 1.700                     | 356  |
| Altenriet                 |       | 3,35      | 1.921                     | 403  |
| Baltmannsweiler           |       | 18,54     | 5.756                     | 453  |
| Bempflingen               |       | 6,27      | 3.485                     | 336  |
| Beuren                    |       | 11,69     | 3.655                     | 435  |
| Bissingen an der Teck     |       | 17,06     | 3.441                     | 415  |
| Deizisau                  |       | 6,27      | 6.944                     | 270  |
| Denkendorf                |       | 13,06     | 11.240                    | 291  |
| Dettingen unter Teck      |       | 15,13     | 6.142                     | 352  |
| Erkenbrechtsweiler        |       | 6,93      | 2.200                     | 702  |
| Frickenhausen             |       | 11,35     | 9.150                     | 323  |
| Großbettlingen            |       | 4,23      | 4.449                     | 358  |
| Hochdorf                  |       | 7,75      | 4.749                     | 292  |
| Holzmaden                 |       | 3,09      | 2.319                     | 356  |
| Kohlberg                  |       | 4,39      | 2.324                     | 476  |
| Köngen                    |       | 12,52     | 9.975                     | 281  |
| Lenningen                 |       | 41,44     | 8.314                     | 449  |
| Lichtenwald               |       | 10,81     | 2.694                     | 467  |
| Neckartailfingen          |       | 8,26      | 3.846                     | 282  |
| Neckartenzlingen          |       | 9,03      | 6.498                     | 289  |
| Neidlingen                |       | 12,62     | 1.836                     | 456  |
| Neuhausen auf den Fildern |       | 12,47     | 11.893                    | 320  |
| Notzingen                 |       | 7,70      | 3.687                     | 316  |
| Oberboihingen             |       | 6,31      | 5.522                     | 276  |
| Ohmden                    |       | 5,55      | 1.721                     | 363  |
| Reichenbach an der Fils   |       | 7,43      | 8.431                     | 276  |
| Schlaitdorf               |       | 7,31      | 1.931                     | 401  |
| Unterensingen             |       | 7,56      | 4.895                     | 288  |
| Wolfschlugen              |       | 7,12      | 6.339                     | 371  |

## Eksterne kilder og henvisninger
1. ↑   Statistisches Landesamt Baden-Württemberg – Bevölkerung nach Nationalität und Geschlecht am 31. Dezember 2018 (CSV-Datei)

- Wikimedia Commons har flere filer relateret til Landkreis Esslingen
- Officiel Internetside om Landkreisen

48°41′N 9°19′Ø / 48.69°N 9.32°Ø